# Marcus Hatley
Marcus Allen Hatley (né le 26 mars 1988 à Honolulu, Hawaii, États-Unis) est un lanceur de relève droitier de la Ligue majeure de baseball. Il joue en 2015 avec les Cardinals de Saint-Louis.

## Carrière
Joueur de baseball d'une école secondaire de San Marcos, en Californie, Ryan Kelly est repêché par les Cubs de Chicago au 39e tour de sélection en 2006. Il amorce sa carrière professionnelle en ligues mineures en 2007 avec un des clubs affiliés des Cubs. Dans l'organisation des Cubs de Chicago, Hatley plafonne au niveau Triple-A des ligues mineures : il joue pour les Cubs de l'Iowa de 2012 à 2014.
Il signe un contrat avec les Cardinals de Saint-Louis en novembre 2014. En 2015, après avoir maintenu une moyenne de points mérités de seulement 1,69 en 37 manches et un tiers lancées pour les Redbirds de Memphis, le club-école de niveau Triple-A des Cardinals, Hatley obtient après 9 ans dans les mineures la chance de passer au plus haut niveau. Il fait ses débuts dans le baseball majeur avec Saint-Louis le 30 juin 2015 face aux White Sox de Chicago. Il lance une manche et un tiers en deux sorties pour Saint-Louis en 2015, alloue un coup sûr et deux buts-sur-balles mais aucun point, et retire deux adversaires sur des prises.